# La Otra Urraca
La Otra Urraca fue una mujer crow conocida por luchar en la batalla de Rosebud del lado del general George Crook contra los sioux y los cheyennes, junto a Osh-Tisch.
Escudo Bonito, una autora crow y curandera, la describió como una mujer salvaje y atractiva, pero que no tenía marido. Luchó por vengarse de los sioux que habían asesinado a su hermano. La mayoría de los crow llevaban rifles, pero La Otra Urraca sólo llevaba su cuchillo de cinturón y su bastón de mando. Ella contó que desafió a un guerrero sioux y finalmente lo mató y le arrancó el cuero cabelludo. La cabellera cortada que ella tomó fue una de las once que se tomaron en la batalla. Escudo Bonito la describió como alguien que lucía una pluma atada en el extremo de su bastón de mando para simbolizar su logro. Después, cortó el cuero cabelludo en pedazos y se los dio a los guerreros varones para que tuvieran más cueros cabelludos para el baile después de la batalla. Un informe alternativo indica que La Otra Urraca también participó en el baile.